# USS Walke (1940)
De USS Walke (DD-416) was een Amerikaanse Sims-klasse torpedojager tijdens de Tweede Wereldoorlog, in dienst van de United States Navy. De torpedojager werd vernoemd naar schout-bij-nacht Henry A. Walke USN (1809-1896). Henry Walke was bevelhebber op de kanonneerboot USS Carondelet tijdens de Amerikaanse Burgeroorlog. De Walke werd gebouwd samen met de torpedojager USS O'Brien (DD-415) op de Boston Navy Yard te Boston, Massachusetts op 31 mei 1938, vervolgens te water gelaten en gedoopt op 20 oktober 1939 door Mrs. Clarence Dillon, achternicht van viceadmiraal Walke en in dienst gesteld op 27 april 1940.

## Interbellum
Naar aanleiding van haar outfit- en technische proeftijd, nam de USS Walke torpedo's, torpedokoppen en oefen-torpedokoppen van de Naval Torpedo Station te Newport, Rhode Island, aan boord en op 25 juni 1940 stoomde ze naar Norfolk, Virginia. Ze bereikte Norfolk op 27 juni en nam daar luitenant II-klasse Donald B. Cooley, USMC aan boord tezamen met 47 mariniers voor hun overbrenging naar de zware kruiser USS Wichita (CA-45). Vervolgens vertrok ze naar de Zuid-Amerikaanse wateren. Later op dezelfde dag voer de USS Walke samen met de torpedojager USS Wainwright (DD-419) naar Cuba.
Na het bijtanken te Guantánamo op 4 juli, voer de USS Walke naar Rio de Janeiro, Brazilië. Op 6 juni arriveerde de Walke aldaar voor samenwerkingstaken met de USS Wainwright. De torpedojagers werden doorgestuurd naar de monding van de Suriname-rivier, waar de Walke een patiënt van de Wainwright met blindedarmontsteking aan boord nam en naar Paramaribo doorvoer voor verdere medische zorgen. Na de overbrenging van patiënt, soldaat Lawrence P. Coghlan, USMC, werd deze daar aan wal gebracht. Daarna stuurde men de Walke naar Pará, Brazilië, alwaar ze daarna doorvoer naar Rio de Janeiro.
De Walke en de Wainwright bereikten samen Rio op 19 juli. Vervolgens nam de Walke de helft van de mariniers van de zware kruiser Wichita aan boord, terwijl de Wainwright de andere helft aan boord nam. Vanwege de onrust in het gebied werden de twee kruisers USS Wichita en USS Quincy naar de Zuid-Amerikaanse wateren gestuurd als blijk van de sterke Amerikaanse belangstelling voor de "goede buren" ten zuiden van de grens.

## Neutrale patrouilles
Na oliebunkering te San Juan (Puerto Rico) op 6 december 1940, vertrok de torpedojager in de namiddag tot de volgende dag, op "Caribian Patrouille", in gezelschap met haar zusterschip de USS O'Brien (DD-415). Ze arriveerden bij de torpedojagers USS Moffett (DD-362) en USS Sims (DD-409) nabij Fort-de-France op Martinique. De USS Walke en USS O'Brien patrouilleerden in de buurt van de haven om de bewegingen van de Vichy-Franse oorlogsschepen gade te slaan. De hulpkruisers Barfleur en Quercy en het vliegdekschip Beam werden op 14 december geschaduwd door de Amerikanen. De USS Walke bezocht daarna Port Castries in Brits West-Indië, op 15 december en nam commandant Lyman K. Swenson, commandant van de Destroyer Division 17, aan boord. De Walke was nu voor even het vlaggenschip.
De USS Walke meerde aan in Guantánamobaai op 19 december 1940, en bleef daar, tot het begin van het nieuwe jaar, gemeerd liggen bij het reparatieschip USS Prairie (AD-15). Ze onderging daar een onderhoudsbeurt. De daaropvolgende weken opereerde de Walke daarna in het gebied tussen Guantánamobaai en het Haïtiaanse Gonaives, volbracht daar gevechts- en torpedo-oefeningen samen met andere Amerikaanse schepen in het gebied. Daarna ging haar tocht verder naar Fajardo Roads in Puerto Rico, en opereerde zij daar met oefenmissies tot medio maart 1941.
Daarna vertrok de USS Walke naar het noorden en kwam in Charleston, South Carolina aan, op 20 maart 1941 voor een periode van herstellingen en wijzigingen tot eind mei. Ze deed daarna Norfolk aan tussen 10 en 13 mei voordat ze de volgende dag naar Newport, haar thuisbasis vertrok.
Daarna patrouilleerde de USS Walke nabij de Atlantische kust tussen Norfolk en Newport tot juni 1941, totdat de Atlantische Vloot, op een militaire nog altijd neutrale patrouille oostwaarts vertrok, naar de West-Europese oorlogszone. Ze verliet Newport op 27 juli en nam deel aan het escorte van een geallieerd konvooi naar IJsland. Ze bereikten Reykjavik op 6 augustus; het konvooi en de vracht waren veilig overgebracht. De Walke keerde op dezelfde dag weer terug naar Norfolk. Het was niet verwonderlijk dat dit tot ongenoegen leidde bij de Duitse U-boten die in de Atlantische Oceaan opereerden. Ze mochten de Amerikanen nog niet aanvallen, maar zagen dit wel als een openlijke provocatie.
De torpedojager keerde medio september terug naar de noordelijke en veiligere Oostkustgebieden van de VS. Na lokale operaties in het Newport-Boston gebied, bereikte ze het IJslandse Hvalfjordur op 14 september. Daar opereerde ze in de gevaarlijke IJslandse wateren tot eind september voordat ze naar het Naval Air Station Argentia, Newfoundland vertrok, op 11 oktober en doorvoer naar Casco Bay in Maine. De USS Walke begon aan haar algemene "overhaul" op de Boston Navy Yard op 25 november 1941 en was daarmee klaar op 7 december 1941, de dag van de aanval op Pearl Harbor die de Verenigde Staten in de oorlog in de Grote Oceaan stortte. De USS Walke verliet de scheepswerf op die dag en bereikte op 12 december Norfolk, via Casco Bay.

## Tweede Wereldoorlog
Op 7 december 1941, toen ook de Verenigde Staten betrokken raakten in de Tweede Wereldoorlog, begaf de USS Walke zich naar de Stille Oceaan om deel te nemen aan de strijd tegen Japan. Ze bereikte San Diego, Californië, via het Panamakanaal op 30 december. De USS Walke stoomde mee met de pas geformeerde Task Force (TF) 17, samen met het vliegdekschip USS Yorktown (CV-5) voor de strijd in het zuiden van de Grote Oceaan, op 6 januari 1942. Ze beschermde de USS Yorktown met de herbewapening van het mariniersgarnizoen op het Amerikaanse Samoa. Het konvooi kwam achtereenvolgens aan bij Tutuila op 24 januari. Task Force 17 verliet de Samoa wateren voor een korte periode. Kort hierna stoomde de Task Force 17 naar het noorden, naar het gebied van de Marshalleilanden en Gilberteilanden, voor het daadwerkelijke in gang zetten van de eerste Amerikaanse offensieven tegen de Japanners en dat al acht weken na de aanval op Pearl Harbor.
De USS Walke ondersteunde mede het anti-onderzeebootscherm en luchtafweer voor de USS Yorktown, alsook toen het vliegdekschip haar vliegtuigen lanceerde voor de luchtaanvallen op Japanse installaties op de atollen van Jaluit, Makin en Mili. Ofschoon Vloot-admiraal Chester Nimitz, de Commander in Chief, Pacific Fleet (CinCPAC), de raids, een belangrijke aandeel vond in de strijd en schreef:
"Well-conceived, well-planned and brilliantly executed"
 (goed ontworpen, goed gepland en briljant uitgevoerd),
 was de toegebrachte schade in feite niet zo groot als het aanvankelijk gerapporteerd werd, en afgezien van het verhogen van het Amerikaanse moreel waren de aanvallen alleen maar een geringe overlast voor de Japanners. Niettemin had de Amerikaanse vloot dan toch maar een offensief gevecht geleverd tegen de vijand.
De Walke keerde terug naar de Hawaïaanse wateren op 7 februari 1942, en ging in opleidingsoefening in het Hawaïaanse gebied op 27 februari. Daarna vertrok ze naar de Gilbert en Ellice-eilanden. Ze werd later weer in dienst gesteld bij Task Force 17 nabij Nieuw-Caledonië, begin maart, om weer escortedienst en beschermingstaken van het vliegdekschip USS Yorktown op zich te nemen, in het Nieuw-Guinea gebied, als onderdeel van de strijdkrachten tegen de Japanse expansie in dit gebied.

### Japanse expansie
In die periode trokken de Japanners richting zuidwaarts, in het Nieuw-Guinea Nieuw-Brittannië gebied en behaalden overwinningen in dit gebied, met de bezetting van Rabaul en Gasmata, Nieuw-Brittannië, Kavieng, Nieuw-Ierland en aan de zijde van Bougainville in de Salomonseilanden en de Louisiaden. Tegen het einde van februari 1942 vermoedde men dat de Japanners van plan waren eind maart een offensief uit te voeren. De Task Forces 11 en 17 werden naar het gebied gedirigeerd.
Op 7 maart merkten de geallieerden op dat de Japanse oppervlakteschepen, inbegrepen troepentransportschepen, landden op Buna, Nieuw-Guinea. De volgende dag waren de Japanse troepen geland op Lae en Salamaua, Nieuw-Guinea, en versterkten deze plaatsen. Drie dagen later lanceerden de USS Lexington en USS Yorktown hun vliegtuigen voor een luchtaanval op de havenplaatsen Lae en Salamaua.
Deze aanval verraste de Japanners. De vliegtuigen van de twee vliegdekschepen, evenals die van Port Moresby, kwamen de Owen Stanley-gebergte overgevlogen en vernielden de gehele Japanse landingsvloot en meerdere zware grondgeschut- en landingstallaties.
Task Force 11 met de USS Lexington (CV-2) en Task Force 17 met de USS Yorktown (CV-5) waren met spoed naar het gebied opgestoomd. Viceadmiraal Wilson Brown selecteerde eerst aanvankelijk Rabaul en Gasmata in New Britain en Kavieng in New Ireland als operatiedoelen.

### Slag in de Koraalzee
De USS Walke beschermde het vliegdekschip USS Yorktown toen ze haar vliegtuigen lanceerde voor een luchtaanval op Tulagi in de Salomonseilanden op 4 mei 1942 en later werd ze gescheiden van deze carrier met de "Support Force", samen met de Australische zware kruiser HMAS Australia, de lichte kruiser HMAS Hobart, de Amerikaanse torpedobootjagers USS Farragut (DD-348) en USS Perkins (DD-377), tot het beschermen en beveiligen van de zuidelijker gelegen Jomard Passage. In de namiddag van 7 mei vielen Japanse Aichi D3A "Val"-duikbommenwerpers de formatie aan, maar het hevige luchtafweergeschut vuurde vanaf alle schepen en dwong de vijand terug te trekken, zonder voltreffers te kunnen plaatsen. Alhoewel, een uur na het vertrek van de "Vals", deden Japanse tweemotorige bommenwerpers een aanval en lanceerden nu torpedo's naar de geallieerde schepen. Weer was er een hevig spervuur vanaf de oorlogsschepen. De USS Walke en de andere torpedobootjagers schoten voortdurend in de lucht.
Vijf bommenwerpers stortten in zee neer en geen enkele torpedo trof de geallieerde schepen. 19 hoog vliegende Japanse bommenwerpers vlogen over, dropten hun bommen die, onschadelijk voor de schepen, alle in zee vielen.
Het Amerikaanse luchtafweer schoot nu vruchteloos in de lucht, omdat de Japanse vliegtuigen hun hoogte handhaafden. Maar de laatste groep vliegtuigen waren blijkbaar Amerikaanse toestellen. De Australische strijdkrachtcommandant viceadmiraal John Crace merkte op dat het B-26 Marauders waren. De commandant van de USS Walke, kapitein-ter-zee Thomas E. Fraser, rapporteerde hem daaropvolgend, dat het Amerikaanse B-17's waren. Het vuren werd onmiddellijk gestaakt en er werden geen B-17-bommenwerpers geraakt.
De USS Walke bleef nog over op zee tezamen met de USS Yorktown-Task Force tot in de loop van april 1942. Los van Task Force 17 escorteerde ze de USS Ramsay (DM-16) en USS Sumner (AG-32). De torpedojager bereikte Suva op de Fiji eilanden op 19 april, en de volgende dag zette ze koers naar de Tonga eilanden. Ze bereikte Tongatapu op 22 april.
De USS Walke bunkerde bij de olietanker USS Kaskaskia (AO-27). Ze liet een ketelreparatie doen, nam dieptebommen in en keerde daarna terug naar Task Force 17.
De Walke moest zich weer losmaken van TF 17, als gevolg van een beschadigde stuurboord-transmissie. Ze begaf zich naar Australië voor herstelling en bereikte Brisbane op 12 mei.
Na voltooiing van de werkzaamheden op 29 mei ondernam ze proefvaarten op de Brisbane River, vooraleer ze weer geschikt was voor actieve dienst en vertrok daarna naar New Caledonia op 9 juni, vlak na de Slag bij Midway.
Ze arriveerde op 13 juni in Nouméa en tankte bij voordat ze weer vertrok naar Tongatapu en Pago Pago, Samoa. Toegewezen tot Task Group (TG) 12.1, vertrok de USS Walke op 26 juni naar Bora Bora in de Genootschapseilanden.
Na het ontbinden van TG 12.1 op 11 juli, werd de USS Walke doorgezonden voor begeleidingstaken bij TG 6.7. Vervolgens escorteerde ze de USS Castor naar San Francisco, waar ze aankwamen op 2 augustus 1942.
Op 7 augustus, terwijl de USS Walke herstellingen en enkele veranderingen onderging, op de nabijgelegen Mare Island Navy Yard, trachtte Amerika het initiatief te nemen in de oorlog tegen Japan met marinierslandingen op Guadalcanal op de Salomonseilanden. In de daaropvolgende maanden vochten de twee vijandelijke strijdmachten fel tegen elkaar voor de controle over deze eilandenketen, waarbij beide zijden trachtten de vijandelijke logistiek te saboteren. De USS Walke was nauw betrokken bij de bijna dagelijkse, en nachtelijke, Amerikaanse lucht- en marinepogingen teneinde de beste Japanse strijdkrachten vast te houden op New Georgia Sound. Dit was een strategisch gebied, tezamen met het water dat zich tussen de twee lijnen van de eilanden bevond en deel uitmaakte van de Salomonseilanden-keten, die toegang bood tot de Guadalcanal-eilandengroep.
Na haar complete afwerking op de Mare Navy scheepswerf op 25 augustus, voer de USS Walke naar de Baai van San Francisco, en diezelfde dag nog kreeg ze orders voor haar vertrek naar San Diego, Californië, voor een rendez-vous met de olietanker USS Kankakee (AO-39) en begeleidde haar, langs de Westkust van de Verenigde Staten, via Nouméa, New Caledonia, naar Tongatapu, waar ze aankwamen op 9 september 1942. De torpedojager escorteerde later een konvooi, bestaande uit: de USS Kankakee, USS Navajo (AT-64) en USS Arctic (AF-7), van Tongatapu tot Nouméa, waar ze gereed gemaakt werden voor verdere ondersteuning nabij de Salomonseilanden.

### Slag om Guadalcanal
Ongeveer bij zonsondergang op 13 november 1942, de dag nadat de Slag om Guadalcanal begon, voer de USS Walke samen met Task Force 64, die samengesteld was rond het snelle vlaggenschip USS Washington (BB-56) en een nog zwaarder slagschip, de USS South Dakota (BB-57). De slagschepen werden beschermd door de USS Walke en door drie andere torpedojagers: de USS Preston (DD-379), de USS Gwin (DD-433) en de USS Benham (DD-397). Tegen het middaguur op 14 november bereikte TF 64 het punt zo'n 50 zeemijl (90 km) ten zuidwesten van Guadalcanal.
In het zicht van de vijand, die hen herkenden en doorgaven als een slagschip, een kruiser en vier torpedojagers, vermeden de Amerikaanse oorlogsschepen op 14 november het contact met vijandelijke vliegtuigen.
Uit de informatie die beschikbaar was bij de verzonden berichten, wist de bevelhebber van de Amerikaanse Task Force 64, viceadmiraal Willis A. Lee, van een aanwezigheid in het gebied van drie groepen vijandelijke schepen, waaronder twee Japanse slagschepen.
Door een vlakke kalme zee varend, op een noordelijke koers in linieformatie met de USS Walke op kop, bereikten de Amerikaanse een punt ongeveer negen mijl (17 km) ten westen van Guadalcanal. Commander Lee's schip onderschepte tijdens haar tocht naar Guadalcanal Japanse radioberichten terwijl de scheepsradar de duistere oceaan aftastten. Te 00:06 van 15 november 1942 ontving de USS Washington een rapport van de aanwezigheid van drie vijandelijke schepen, die nabij het noordeinde van het eiland Savo voeren en westwaarts opstoomden.
Bijna gelijktijdig pikte de radar van het Amerikaanse vlaggenschip twee schepen op in dezelfde positie.

### De zeestrijd
Tien minuten later, omstreeks 00:16, opende de USS Washington het vuur met haar kanonnen van 16 inch (406 mm) en binnen enkele ogenblikken loste de USS South Dakota eveneens haar salvo's. De USS Walke opende om 00:26 het vuur en handhaafde een snel spervuur, waarschijnlijk op de Japanse kruiser Nagara. Na een onderbreking van enkele minuten opende de leidinggevende torpedojager weer het vuur naar de Japanse torpedobootjager, zo'n 6.900 m aan stuurboord (vermoedelijk op een van beide, de Ayanami of de Uranami) en even later gaf ze geschutsvuur vanaf haar bakboordzijde nabij Guadalcanal.

## Het zinken van deUSS Walke
Japanse granaten hadden de USS Walke twee maal aan weerszijden gemist toen een fatale "Long Lance"-torpedo binnendrong in haar stuurboordzijde, vlak onder kanon 52. Bijna tegelijkertijd sloegen salvo's van granaten van de Nagara, de Ayanami en de Uranami in op de torpedojager. Een stortvloed van staal en vuur trof de opbouw met een verwoestend effect in de radiokamer, de fokkemast, onder de sloependavits en in de nabijheid van kanon 53, op het achter-dekhuis. Terwijl een tweede torpedo de boeg van het schip wegblies, brak er brand uit in het vooraan gelegen 20-millimeter munitiemagazijn, die eveneens ontplofte.
In deze hopeloze situatie gaf kapitein-ter-zee Thomas E. Fraser orders het schip te verlaten. Terwijl de torpedobootjager USS Walke snel zonk door de weggeslagen boeg, werden alleen twee reddingsvlotten te water gelaten.
De andere waren onherstelbaar vernield. Nadat de bemanning er zeker van was dat de dieptebommen op "safe" waren gezet, gingen ze allen overboord, juist voordat het schip brandend weggleed onder het zeeoppervlak.
Terwijl de USS Washington nog in gevecht was met het Japanse slagschip Kirishima en kleinere schepen, stoomde het dwars door het drijvende wrakhout en overboord geslagen goederen. Haar bemanning bemerkte wat er met de USS Walke gebeurd was en dat van de torpedojager USS Preston, die ook naar de kelder ging onder een hagel van granaten. Om 0:41, juist een minuut voordat de USS Walke ten onder ging, werden reddingsvlotten van het Amerikaanse slagschip in zee gegooid voor de overlevenden. Alhoewel de zinkende torpedobootjagers hun dieptebommen op "veilig" waren afgesteld, ontploften er toch enkele onder water, die onder de overlevende zwemmers heel wat slachtoffers maakte. Overlevenden waren in staat de ernstig gewonden uit het water te hijsen en op hun reddingsvlotten te leggen. De strijdende schepen waren al een eind van hen vandaan gevaren.
De overlevenden van de USS Walke dreven in twee groepen rond. Sommigen hingen aan de touwen van de overvolle reddingsvlotten in het water en anderen zwommen rondom de twee vlotten die de oorlogsschepen hadden gedropt. Gedurende deze zware nacht werden de overlevenden plots beschenen door vijandelijke schepen met hun zoeklichten, maar ze werden niet lastiggevallen. De Japanners deden hun zoeklichten uit en stoomden verder door en lieten de drenkelingen ongemoeid.
Het werd ochtend toen de overlevenden van de USS Walke en USS Preston getuigen waren van het einde van een viertal tijdens de nacht gestrande Japanse transportschepen. Ze waren gebombardeerd door leger- en marinevliegtuigen, inbegrepen vliegtuigen van de "Big E", de USS Enterprise (CV-6). De vier Japanse schepen kregen, diezelfde morgen nog, de genadeslag van de USS Meade (DD-571), juist voordat de torpedojager koers zette naar de overlevenden van de USS Walke en USS Preston om hen op te pikken.
De USS Meade redde 151 manschappen van de USS Walke en USS Preston, zes van hen stierven later toen ze naar Tulagi werden gebracht. Zes officieren, waaronder kapitein-ter-zee Fraser en 76 man waren omgekomen aan boord van de zinkende en brandende Walke nabij Savo-eiland.
De USS Walke (DD-416) werd officieel afgevoerd van de Naval Vessel Register op 13 januari 1943.

## Huldigingen
De USS Walke kreeg drie "Battle Stars" voor haar verdienste in de Tweede Wereldoorlog.

## USS Walke (DD-416)
- Klasse: Sims-klasse
- Type: Torpedobootjager United States Navy
- Gebouwd: 31 mei 1938

### Technische gegevens
- Waterverplaatsing: 1.570 ton (leeg) - 2.211 ton (geladen)
- Machines: hogedrukketels, geschakelde stoomturbines met dubbele schroeven
- Vermogen: 50.000 pk
- Snelheid: 35 knopen (65 km/h)
- Reikwijdte: 3.660 zeemijl aan 20 knopen (37 km/h)
- Bemanning: 192 manschappen (10 officieren en 182 matrozen)

### Bewapening
- 4 kanonnen van 125 mm L/38
- 4 kanonnen van 12 mm L/90
- 2 x 4 = 8  torpedobuizen van 21 inch
- 2 x dieptebommenglijschuiven
- 10 dieptebommen

## Eerbewijzen en toekenningen
- American Defense Service Medal ("Fleet" clasp. "A" device)
- Asiatic-Pacific Campaign Medal (3 Stars)
- World War II Victory Medal